# Elachistocleis matogrosso
Elachistocleis matogrosso é uma espécie de anfíbio da família Microhylidae. Endêmica do Brasil, pode ser encontrada nos estados do Mato Grosso e Mato Grosso do Sul.